# Youcef Bouhafs
Pour les articles homonymes, voir Bouhafs.
 (août 2019).
Youcef Bouhafs est un joueur international français de rink hockey né le 16 mars 1991. Il évolue jusqu’en 2017 au RHC Lyon.

## Parcours
Décisif en 2015, son doublé permet à son équipe de se qualifier en quarts de finale de la coupe d'Europe. 

## Palmarès
Il participe à la coupe des Nations en 2013. 

### Liens Externes
- Fiche joueur sur ffrs
- Fiche joueur sur rinkhockey.net